# 伊蒂鲁苏
伊蒂鲁苏（葡萄牙語：Itiruçu）是巴西巴伊亚州的一个市镇。总面积302.926平方公里，总人口15541人，人口密度51.3人/平方公里。